# European Formula 3 Championship
FIA European Formula 3 Championship var ett europeiskt Formel 3-mästerskap, sanktionerad av FIA. Serien grundades 2012, då den kördes som kompliment till Formula 3 Euro Series och ersatte serien säsongen därpå. Serien lades ned 2018 och blev i stället FIA Formula 3 Championship efter en samgående med GP3 Series.

## Säsonger
| Säsong | Mästare            | Tvåa               | Trea               |
| ------ | ------------------ | ------------------ | ------------------ |
| 2012   | Daniel Juncadella  | Raffaele Marciello | Felix Rosenqvist   |
| 2013   | Raffaele Marciello | Felix Rosenqvist   | Alex Lynn          |
| 2014   | Esteban Ocon       | Tom Blomqvist      | Max Verstappen     |
| 2015   | Felix Rosenqvist   | Antonio Giovinazzi | Jake Dennis        |
| 2016   | Lance Stroll       | Maximilian Günther | George Russell     |
| 2017   | Lando Norris       | Joel Eriksson      | Maximilian Günther |
| 2018   | Mick Schumacher    | Dan Ticktum        | Robert Shwartzman  |